# Carlos Viacava
Carlos Viacava (São Paulo, 21 de abril de 1941) é um economista brasileiro.
Graduado em economia pela Faculdade de Ciências Econômicas e Administrativas da Universidade de São Paulo em 1962.
Foi ministro da Fazenda do Brasil durante o governo João Figueiredo.
Foi responsável pelo surgimento do bairro São José, em Paulínia-SP, originado de vários loteamentos de suas terras.